# تشارلي سوزا
تشارلي سوزا (بالإنجليزية: Charlie Souza)‏ هو موسيقي أمريكي، ولد في 24 يناير 1948 في تامبا في الولايات المتحدة.